# دوري السوبر الأوغندي 1989
دوري السوبر الأوغندي 1989 (بالإنجليزية: 1989 Uganda Super League)‏ هو موسم من دوري السوبر الأوغندي. أشرف على تنظيمه اتحاد أوغندا لكرة القدم، وكان عدد الأندية المشاركة فيه 12، وفاز فيه نادي ناكيفوبو فيلا.